# Le Juge Ti
Le Juge Ti est une série de bande dessinée écrite par le sinologue Robert van Gulik et illustrée par son compatriote Frits Kloezeman. Diffusée en 1967 dans l'hebdomadaire de bande dessinée franco-belge Spirou, la série ne compta qu'un seul épisode resté inachevé à la suite du décès de van Gulik.

## Synopsis
L'histoire se déroule dans le district de Mien-yuan en l'été 667, sous la dynastie Tang, et a pour protagoniste le Juge Ti.

## Publications
L'unique épisode de la série fut publié du numéro 1518 du 18 mai 1967 au numéro 1528 du 27 juillet de la même année, à raison de deux planches par numéro.